# Ин (полог)
Ин (удм. ын від загальнопермського onm — «полог») — тканий лляний полог над нарами або ліжком в удмуртів.
На літніх польових роботах ин використовувався як намет. Традиційний ин має 4 вертикальні сторони та смуги зверху. Тканина утворена із білої пряжі, до лляних ниток часто додавали бавовняну нитку. Основне поле виконувалось в техніці багаторемізного ткацтва з білим візерунком на білому тлі. По нижньому краю розміщувалась кайма з червоно-білим візерунком, вишитим у вбраній техніці. Декоративно ин виконувався до 1930-х років. На сьогодні існує поширене традиційне ткацтво ину, але без декору.